# NGC 845
NGC 845 is een spiraalvormig sterrenstelsel in het sterrenbeeld Andromeda. Het hemelobject werd op 17 januari 1787 ontdekt door de Duits-Britse astronoom William Herschel.

## Synoniemen
- PGC 8438
- UGC 1695
- MCG 6-5-104
- ZWG 522.135
- IRAS02093+3714